# Panormenis subclavata
Panormenis subclavata är en insektsart som först beskrevs av Jacobi 1917.  Panormenis subclavata ingår i släktet Panormenis och familjen Flatidae. Inga underarter finns listade i Catalogue of Life.